# نیدرنهاوزن
نیدرنهاوزن (به آلمانی: Niedernhausen) یک منطقهٔ مسکونی در آلمان است که در راینگاو-تاونوس واقع شده‌است. نیدرنهاوزن ۱۴٬۵۷۳ نفر جمعیت دارد.